# Relación de Parseval
En matemáticas, la Relación de Parseval demuestra que la Transformada de Fourier es unitaria; es decir, que la suma (o la integral) del cuadrado de una función es igual a la suma (o a la integral) del cuadrado de su transformada. Esta relación procede de un teorema de 1799 sobre series, cuyo creador fue Marc Antoine Parseval. Esta relación se aplicó más tarde a las Series de Fourier.
Aunque la Relación de Parseval se suele usar para indicar la unicidad de cualquier transformada de Fourier, sobre todo en física e ingeniería, la forma generalizada de este teorema es la Relación de Plancherel.

## Definición
En física e ingeniería, la Relación de Parseval se suele escribir como:
{\displaystyle \int _{-\infty }^{\infty }|f(t)|^{2}dt=\int _{-\infty }^{\infty }|{\mathcal {F}}[f(t)](\alpha )|^{2}d\alpha }
donde {\displaystyle {\mathcal {F}}[f(t)](\alpha )} representa la transformada continua de Fourier de {\displaystyle f(t)} y {\displaystyle \alpha } representa la frecuencia (en hercios) de {\displaystyle f}.
La interpretación de esta fórmula es que la energía total de la señal {\displaystyle f(t)} es igual a la energía total de su transformada de Fourier {\displaystyle {\mathcal {F}}[f(t)]} a lo largo de todas sus componentes frecuenciales. 
Para señales de tiempo discreto, la relación es la siguiente:
{\displaystyle \sum _{n=-\infty }^{\infty }|x[n]|^{2}={\frac {1}{2\pi }}\int _{-\pi }^{\pi }|X(e^{i\phi })|^{2}d\phi }
donde {\displaystyle X} es la transformada de Fourier de tiempo discreto (DTFT) de {\displaystyle x} y {\displaystyle \phi } representa la frecuencia angular (en radianes) de {\displaystyle x}.
Por otro lado, para la transformada discreta de Fourier (DFT), la relación es:
{\displaystyle \sum _{n=0}^{N-1}|x[n]|^{2}={\frac {1}{N}}\sum _{k=0}^{N-1}|X[k]|^{2}}
donde {\displaystyle X[k]} es la DFT de {\displaystyle x[n]}, ambas de longitud {\displaystyle N}.